# Нигма
«Нигма» — российская интеллектуальная метапоисковая система. Проект создавался при поддержке факультетов ВМК, психологии МГУ, а также Стэнфордского университета.
Название «Nigma» (один из родов пауков семейства Dictynidae) было выбрано по ассоциации со Всемирной паутиной.

## История
Основателями проекта являются Виктор Лавренко и Владимир Чернышов, которые познакомились на кафедре АСВК факультета вычислительной математики и кибернетики МГУ им М. В. Ломоносова в 2004 году.
В 2005 году на сервисе появилась функция кластеризации.
В 2007 году Владимир Чернышов отправился в Стэнфордский университет, где под руководством Эктора Гарсия-Молины разрабатывал алгоритмы для «Нигмы».
В 2008 году были проиндексированы более 3500 RSS-лент средств массовой информации и блогов, пользующихся популярностью. После обработки данных из этих источников на поисковый запрос начало также выдаваться три самые свежие новости по теме.
В 2008 году был добавлен математический инструментарий с помощью которого Нигма могла решать задачи с использованием разных величин и констант, решать уравнения и системы уравнений, упрощать выражения. В 2009 году система была дополнена вычислением интегралов и производных, а также решением задач с определением области допустимых значений. В 2010 году в систему была добавлена возможность анализа функций и построение графиков, в том числе графиков неявно заданных функций на плоскости и в пространстве.
В 2010 году в поисковой выдаче был повышен приоритет сетевых ресурсов в доменной зоне .РФ. Также в 2010 году после проведения маркетингового исследования поисковая система изменила название с «Nigma.ru» на «Нигма. РФ» и зарегистрировала соответствующее доменное имя.
В 2011 году Нигма. РФ создала поисковый виджет для устройств, работающих на операционной системе Android.
В 2013 году с помощью новой системы «Нигма — Определения» был добавлен поиск содержимого понятий, физических терминов.
19 сентября 2017 года сервис стал недоступен для пользователей. 23 сентября 2017 года «Коммерсантъ» сообщил: «Тем не менее Виктор Лавренко не планирует закрывать проект. „Он пока прибыльный, о закрытии речь не идёт“, — сообщил предприниматель».
С сентября 2017-го года сайт поисковика больше не работает.